# Abdoul Karim Sylla
Abdoul Karim Sylla (ur. 10 stycznia 1981 w Abidżanie) – piłkarz gwinejski grający na pozycji pomocnika.

## Kariera klubowa
Karierę piłkarską Sylla rozpoczął w ASEC Mimosas. W 1998 roku zadebiutował w jego barwach w pierwszej lidze Wybrzeża Kości Słoniowej i w debiutanckim sezonie wywalczył mistrzostwo kraju. W 1999 roku grał w ghańskim Ashanti Gold FC, a w 2000 roku w gwinejskim Satellite FC.
W 2001 roku Sylla wyjechał do Europy i został piłkarzem belgijskiego KSC Lokeren. Przez 4 lata rozegrał w nim 19 spotkań ligowych. Wiosną 2003 był wypożyczony z Lokeren do FC Brussels. W sezonie 2004/2005 grał w tureckim Diyarbakırsporze, a następnie wrócił do Belgii. Występował w RJS Heppignies-Lambusart-Fleurus, a w 2006 roku w gwinejskiej Hafii FC. W latach 2006–2008 był piłkarzem KSK Hasselt, a w 2008 roku przeszedł do RFC Hannutois.

## Kariera reprezentacyjna
W reprezentacji Gwinei Sylla zadebiutował w 2003 roku. W 2004 roku podczas Pucharu Narodów Afryki 2004 rozegrał jedno spotkanie, z Tunezją (1:1).